# Поцо дел'Аморе (Верона)
Поцо дел'Аморе је насеље у Италији у округу Верона, региону Венето.
Према процени из 2011. у насељу је живело 18 становника. Насеље се налази на надморској висини од 204 м.